# Cena Františky Plamínkové
Cena Františky Plamínkové je anketa pořádaná kolektivem SdruŽeny od roku 2018. Cena je určená „těm osobnostem, které se zasadily o ženské hnutí, resp. obecněji o ženská práva“ v České republice. Ocenění ve dvou kategoriích – Feministka roku a Feministický kolektiv roku – je udělováno v září příslušného roku v Brně u příležitosti konání Feministické konference. Nominace i hlasování předtím probíhají online. Anketa je pojmenovaná po Františce Plamínkové, české političce, novinářce, feministce a organizátorce československého i mezinárodního ženského hnutí, jež byla popravena v roce 1942 během heydrichiády.

## Historie
Již 28. března 2017 udělila ministryně školství Kateřina Valachová u příležitosti Dne učitelů stejnojmenné ocenění in memoriam šikanované učitelce z Třebešína Ludmile Vernerové. Jednalo se o mimořádné ocenění ve formě plakety s diplomem, zřízené na základě nařízení vlády č. 313/2010 Sb., o oceněních udělovaných Ministerstvem školství, mládeže a tělovýchovy, ve znění pozdějších předpisů. Dle definice bylo uděleno „fyzické osobě za statečnost v boji proti zlu a nenávisti a projevenou morálnost a smysl pro spravedlnost.“ V červnu téhož roku však ministryně Valachová ve svém úřadu skončila a v následujících letech již nebyla Plaketa Františky Plamínkové udělena.
Od roku 2018 začaly s vyhlašováním stejnojmenné ceny SdruŽeny, „neformální aktivistická platforma se zaměřením na lidská práva a důrazem na práva žen“. Tentokrát se již jednalo o ocenění ryze feministické, nikoli pedagogické. Spolu s ním byla vyhlášena i Cena Miloše Zemana Prasák 2018. Nominace probíhaly prostřednictvím online formuláře, stejně jako následné hlasování od 1. srpna do 21. září 2018. Výsledky ankety byly vyhlášeny 22. září 2018 na Feministické konferenci v Bio Sibiř v Brně. Od následujícího roku se tento proces opakoval, anticena Prasák však zanikla.

## Nominace a ocenění

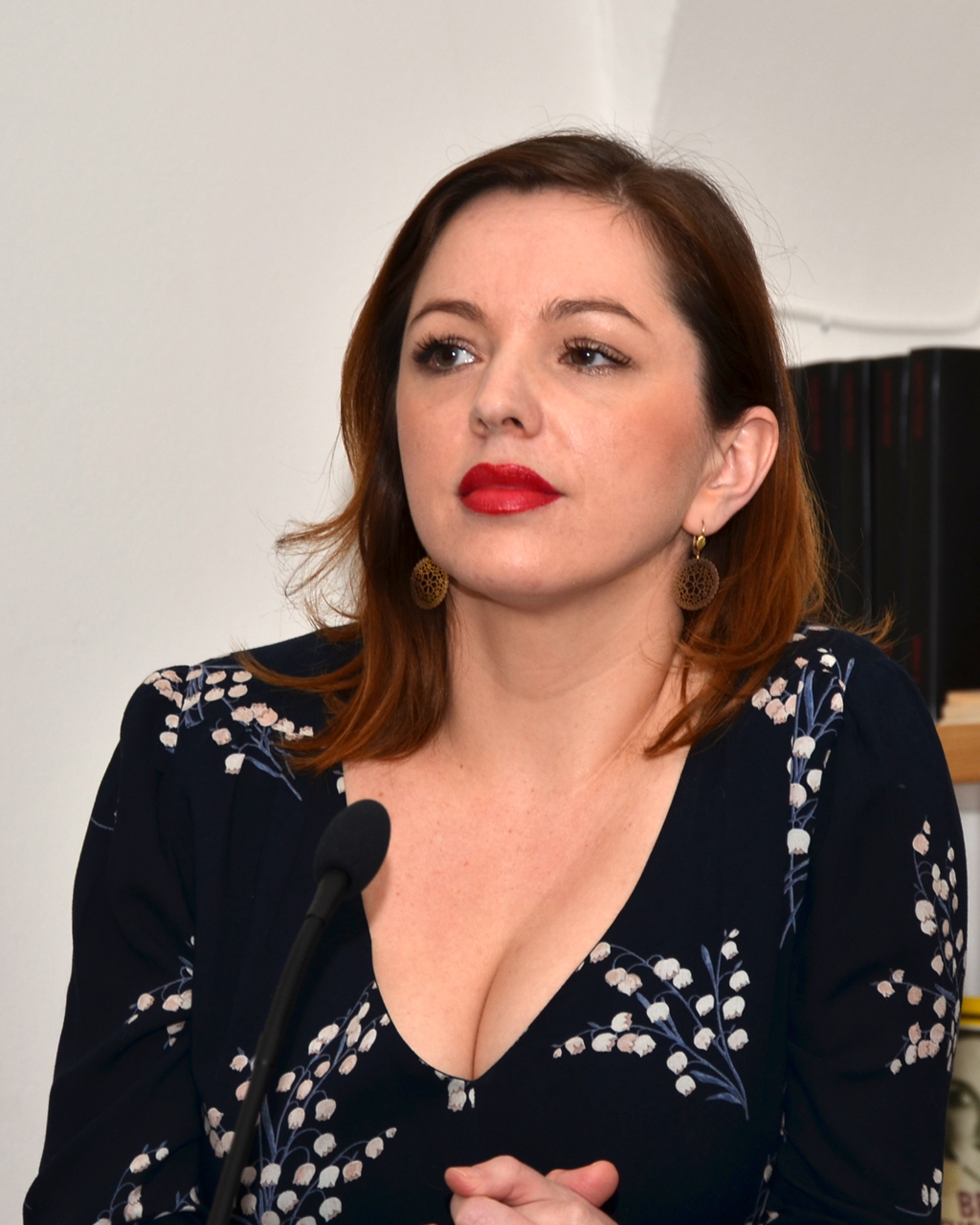
Vítězka prvního ročníku, Silvie Lauder.

### 2018
- Osobnost: 1. místo: Silvie Lauder, 2. místo: Apolena Rychlíková, 3. místo: Kateřina Falk[15][16]

- Kolektiv: 1. místo: Blesk pro ženy, scenáristky satirického pořadu Branky, body, kokoti, 2. místo: Konsent, 3. místo: Nesehnutí, program Ženská práva jsou lidská práva[15][16]

- Prasák: 1. místo: Václav Klaus mladší za své dlouhodobé misogynní postoje a boj proti navyšování kapacit ve školkách, 2. místo: kardinál Dominik Duka za podporu Pochodu pro život tzv. slušných lidí, 3. místo: místopředseda ČOV Zdeněk Halík za absurdní výroky ponižující sportovkyně[15][16]

### 2019
Hlasování probíhalo do 27. září, vyhlášení cen se uskutečnilo na Feministické konferenci v sobotu 28. září 2019 v Bio Sibiř.
- Osobnost: Jasmína Houdek[18][19]
- Kolektiv: Konsent[20]

- Nominace v kategorii Osobnost:[21] koreanistka Nina Špitálníková, feministka Katarina Danová, novinářka Silvie Lauder, novinářka a literátka Jana Shemesh, socioložka a genderová vědkyně Marie Čermáková, instruktorka sebeobrany Jasmína Houdek, aktivistka Aneta Petani, aktivistka a lektorka Kristýna Pešáková, překladatelka a editorka Sylva Ficová

- Nominace v kategorii Kolektiv:[22] newsletter Kurník, magazín Heroine, iniciativa Konsent, anticena Sexistický kix, sdružení Ženské kruhy, online magazín Feminist.fyi,[23] iniciativa Genderman, Nesehnutí: Ženská práva jsou lidská práva, podpůrná skupina umělkyň Mothers Artlovers, projekt NKC - gender a věda

### 2020
Nominace byly vyhlášeny 1. července 2020 a konec hlasování byl stanoven na 25. září téhož roku.
- Osobnost: Lucie Hrdá
- Kolektiv: časopis Heroine
- Nominace v kategorii Osobnost:[24] Milena Bartlová, Ria Gehrerová, Šárka Homfray, Lucie Hrdá, Radka Janebová, Lucie Jarkovská, Zuzana Kovačič Hanzelová, Gaby Khazalová, Kateřina Lišková, Zuzana Maďarová, Fatima Rahimi, Olga Richterová, Apolena Rychlíková, Jiřina Šiklová, Kateřina Šimáčková, Magdaléna Šipka, Nina Špitálníková, Veronika Valkovičová

- Nominace v kategorii Kolektiv:[24] Aspekt, Beat sexism Česko, Bez súhlasu, Heroine, Jako doma, Jsme Fér, Kolektiv 115, Možnost Voľby, Nebudeme Ticho, NKC - gender a věda, Taky Trans, Transparent, podcast Vyhonit Ďábla, sdružení Ženské kruhy

### 2021
V roce 2021 se Feministická konference konala online. Ceny byly uděleny 25. září 2021 z Brna. Cenu Františky Plamínkové od roku 2021 dostává více než jedna osobnost a kolektiv.
- Osobnost [26]:Ridina Ahmedová, Apolena Rychlíková a Veronika Valkovičová

- Kolektiv [26]:Ciocia Czesia, Diera do sveta, Duo docentky, Kolektiv feministických uměleckých institucí, Nebudeme ticho, Nemusíš to vydržet a podcast Rozpustilý*í

### 2022
Ceny byly uděleny 24. září na Feministické konferenci 2022 v Brně.
- Osobnost [27]: Šárka Homfray, Michael D. Jettmar a Zuzana Maďarová

- Kolektiv [27] Jako doma, safe space kolektiv, Queer spaces network, Gender Studies, o. p. s.

### 2023
Feministická konference se konala 22. a 23. září v Bývalé Káznici v Brně.

### 2024
V roce 2024 se Feministická konference nekonala z kapacitních důvodů organizačního týmu.

### 2025
Feministická konference a předání Ceny Františky Plamínkové se uskuteční 19. a 20. září v Brně.